# 村田重治
村田重治（日语：村田 重治/むらた しげはる，1909年4月9日—1942年10月26日）是二战期间大日本帝国海军的鱼雷轰炸机飞行员。在珍珠港事件中，他曾担任鱼雷轰炸机的指挥官，致使美国几艘战舰瘫痪，在圣克鲁斯群岛战役中，导致大黄蜂号航空母舰 (CV-8)沉没。最終在該場戰役中陣亡。

## 經歷
1935年10月，他在加賀號航空母艦上服役。

### 中日戰爭
1937年7月，中日戰爭爆發。同年12月，村田擔任第十三航空隊的分隊長。
1937年12月12日，村田將在長江上航行的美國海軍炮艦帕奈號誤認為中國的軍艦，因此率領僚機自2500公尺的高空進行水平轟炸，並擊沉了帕奈號。事後日本政府正式向美國道歉並立即支付賠償。
1938年3月，村田重治擔任第十二航空隊的分隊長，並參與了攻擊漢口的行動。
1938年12月，任航空母艦「赤城」號的魚雷轟炸機分隊長。
1939年6月，任大分航空隊分隊長。同年10月，至橫須賀海軍航空隊進修訓練，主修魚雷攻擊。

### 太平洋戰爭
1940年11月，村田參與研究了淺沉度魚雷的開發，並且於瀬戸内海的發射實驗以深度12公尺擊破靶艦。
1941年9月，村田重治被調回赤城號就任雷擊中隊隊長後升為少校。
1941年12月，他參與了珍珠港的攻擊行動，指揮了魚雷轟炸機隊並癱瘓了停泊在珍珠港內的多艘戰艦。

#### 聖克魯斯群島戰役

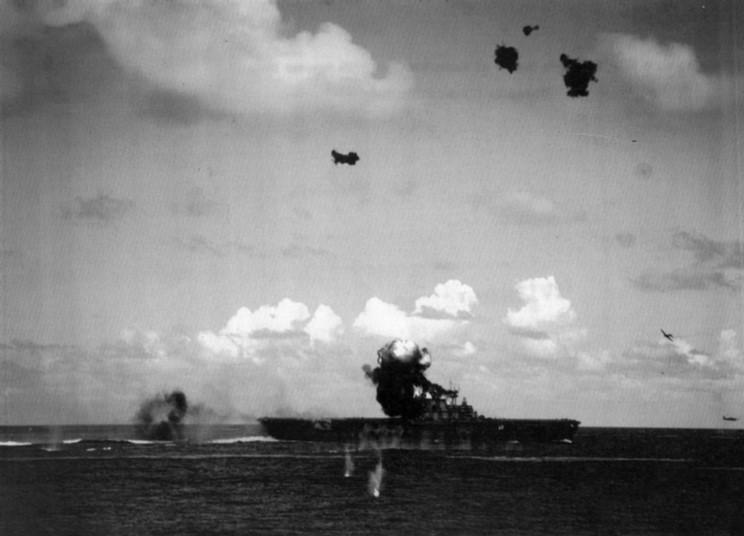
10月26日9：14，圖右兩架魚雷機攻擊「大黃蜂」號，佐藤茂行的俯衝轟炸機剛撞上「大黃蜂」號，引發火災

1942年10月26日，他指揮第一輪攻擊波，由從「翔鶴」號起飛的4架零式和20架97式，從「瑞鶴」號起飛的8架零式、22架99式和1架97式，從「瑞鳳」號起飛的9架零式和1架97式組成，共計64架艦載機。他還直接指揮「翔鶴」號的魚雷機隊。8：53，他發現了「大黃蜂」號，發出命令：「展開攻擊隊形。」此時由8架零式護航的21架俯衝轟炸機位於5200公尺的高度，4架零式護航的20架魚雷機位於4250公尺的高度，另外8架零式位於6400公尺的高度。他將魚雷機分為2個分隊：他率領的11架97式和4架零式從南面進攻，鷲見五郎率領的9架97式從北面進攻。但由於「大黃蜂」號轉向東北並以艦尾對準他的分隊，魚雷機無法取得良好的進攻位置。他率領的3架97式先發起攻擊，在90公尺的高度上逼近航艦。松島正的97式在距離航艦1350公尺時投雷，隨後被擊落；他和川村善作的97式逼近至900公尺進行投雷，在撤出時，他的97式被擊中。「大黃蜂」號迅速向右舷轉彎以躲避來襲的魚雷。9：15，1枚魚雷命中「大黃蜂」號的前機艙附近並炸開直徑1公尺的大洞，前機艙和2個鍋爐房被水淹沒被水淹沒。20秒後，第2枚魚雷命中「大黃蜂」號後部的防空艙。「大黃蜂」號失去動力並向右舷傾斜10.5度。據鈴木武雄和長曾我部明中尉的報告，他被擊中後駕機撞向美艦，事蹟由聯合艦隊總司令山本五十六大將宣布，死後追晉為海軍大佐。

## 引用
1. ↑  山本悌一朗（1984年），第122页
2. ↑  Lundstrom（2005年），第394页